# Diane Thorne
 (avril 2013).
Si vous disposez d'ouvrages ou d'articles de référence ou si vous connaissez des sites web de qualité traitant du thème abordé ici, merci de compléter l'article en donnant les références utiles à sa vérifiabilité et en les liant à la section « Notes et références ».
Diane Thorne est une femme politique canadienne. Elle est élue à l'Assemblée législative de la Colombie-Britannique lors de l'élection de 2005 sous la bannière du Nouveau Parti démocratique provincial dans la circonscription électorale de Coquitlam-Maillardville. Quatre ans plus tard, lors de l'élection de 2009, elle est réélue avec 47 % des voix (contre 44 % pour son adversaire libéral, Dennis Marsden). Elle ne se présente pas à l'élection de 2013.